# Повстанбюро
Повстанбюро — Всеукраїнське бюро для керівництва повстанською боротьбою проти німецьких окупантів створене рішенням Таганрозької сесії ЦВК Рад України 18 квітня 1918 р. замість Центрального Виконавчого Комітету і Народного Секретаріату. До складу Повстанбюро увійшли чотири більшовики: Бубнов А. С., Затонський В. П., Пятаков Ю. Л. та Скрипник М. О.; чотири лівих есери: Мстиславський С. Д., Сєверов-Одоєвський О. С. (донині був в УПСР, згодом перейшов до партії Боротьбистів), Сьомушкін М., Терлецький Є. П.; лівий український соціал-демократ Врублевський М. Є., — що й дало привід називати бюро «Повстанська дев'ятка».
На початку липня 1918 року Повстанбюро фактично припинило свою організаційну та координаційну діяльність в зв'язку із створенням більшовиками Всеукраїнського центрального військово-революційного комітету.

## Передумови

### Сталін. Пряма мова
«Я рішуче протестую проти Вашої політики втягування Донської області у війну з Німеччиною. Ніякого військового союзу південних республік та жодних їх спільних грошей не може бути й не буде. Ми вже дали Донському Ревкому директиву виставити прикордонну охорону західного кордону, і він виконає це. Ми всі тут такої думки, що Цекук повинен, просто морально зобов'язаний залишити Таганрог та Ростов. Задосить гралися в Уряд та Республіку, мабуть, вже вистачить, час кинути гру. Прошу передати копію цієї записки надзвичайному комісару Серго, Донському ревкому та Цекук».
Запис розмови по прямому проводу Сталіна із Затонським 4 квітня 1918 року.

### Відповідь Скрипника
5 квітня 1918 року голова Надзвичайного посольства Радянської України в РРФСР М. О. Скрипник в ході розмови по прямому проводу с В. П. Затонським ознайомився із змістом прямої мови Сталіна. 6 квітня посольство направило до Раднаркому та Всеросійського ЦВК наступну заяву:
…Народний комісар Сталін зробив наступну заяву: Ми всі тут такої думки, що Цекук повинен, просто морально зобов'язаний залишити Таганрог та Ростов. Задосить гралися в Уряд та Республіку, мабуть, вже вистачить, час кинути гру. Прошу передати копію цієї записки надзвичайному комісару Серго, Донському ревкому та Цекук. Нарком Сталін.
Лише напередодні, 3 квітня, Рада Народних Комісарів прийняла надзвичайне посольство Української Радянської Федерації і прийняла одностайну постанову, що визнавала Народний Секретаріат і незалежність Української Республіки. А наступного дня у відповідь на звернення тов. Затонського особисто до Сталіна Нарком Сталін офіційно заявив - Задосить гралися в Уряд та Республіку, мабуть, вже вистачить, час кинути гру.
Ми повинні заявити найрішучіший протест проти виступу Наркома Сталіна. Ми повинні заявити, що ЦВК Рад України й Народний Секретаріат як спонукання до своїх дій мають не те чи інше ставлення того чи іншого НАРКОМА Російської Федерації, а волю трудящихся мас України, що викладена в постанові 11-го Всеукраїнського з'їзду Рад. Заяви, схожі на викладені Наркомом Сталіном, спрямовані на підрив радянської влади в Україні й не можуть бути сприйняті з боку представника Радянського уряду сусідньої Республіки. Трудящі маси України ведуть свою боротьбу зі своєю буржуазною контрреволюцією незалежно від того чи іншого рішення Раднаркому Російської Федерації, а підривається радянська влада в Україні зараз багнетами німецьких військ. І якщо хтось насмілюється назвати боротьбу української трудящої маси грою, яку час кинути, то власне самі маси України думають інакше й ті делегації, що звертаються до нас навіть із окупованих німцями місцевостей України, підтверджують це, як і та боротьба, що ведеться нашими військами. Дружні стосунки, до яких долучилася Рада Народних Комісарів Російської Федерації по відношенню до Української Республіки, потребує недопущення заяв, скерованих на підрив радянської влади в Україні й спрямованих на користь ворогів українських трудящих мас.
Окремі групи та частини Російської Федерації, що від неї відколюються (Крим, Дон і т. д.), зараз пропонують Українській Народній Республіці утворити Південну Радянську Федерацію. Але Народний Секретаріат завжди намагався об'єднати для боротьби з Центральною Радою трудящі маси месцевостей, на які накинула оком ця Центральна Рада, що зовсім не має на меті долучити в свою боротьбу Російську Федерацію або її окремі частини.
Щодо вимог Наркома Сталіна, щоби Народний Секретаріат України залишив Таганрог, ми лишень підкреслимо, що Таганрог є частиною території Української Народної Республіки і тільки населення цієї території може вирішити, до якої саме Радянської Федерації воно бажає належати: до Російської чи до Української.
Згідно з вище викладеним просимо Уряд Російської Федерації зробити відповідні роз'яснення відносно заяви Наркома Сталіна і тим унеможливити наслідки його заяви, котрі так шкідливо можуть вплинути на боротьбу трудящихся мас України за соціализм.
Надзвичайне повноважне посольство
Української Радянської Соціалістичної Федеративної Республіки
Голова Народного Секретаріату М.Скрипник
Народні Секретарі Коцюбинський, Врублевський

## Виноски
1. ↑  ЦДАВО України, фонд 1, опис 1, справа 7в, частина 1, арк.64 — копія
2. ↑  ЦДАВО України, фонд 1, опис 1, справа 7в, частина 1, арк.57 — копія